# Derolovi
Derolovi su naseljeno mjesto u općini Foča, Republika Srpska, BiH. 
Godine 1962. Derolovima su pripojena naselja Gajtanovići i Sokola (Sl.list NRBiH, br.47/62).
Derolovi pripadaju fočanskim selima koja od 2000. pa do danas nemaju električne struje.

## Stanovništvo
| Narod     | Popis 1961. | Popis 1971. | Popis 1981. | Popis 1991. |
| --------- | ----------- | ----------- | ----------- | ----------- |
| Hrvati    |             |             |             |             |
| Muslimani | 104         | 196         | 177         | 127         |
| Srbi      |             | 36          | 30          | 29          |
| ostali    | 2           |             | 1           |             |
| Ukupno    | 106         | 232         | 208         | 156         |